# AMD 인스팅트
AMD 인스팅트(AMD Instinct, 구 명칭: 라데온 인스팅트, Radeon Instinct)는 AMD의 딥 러닝 지향 GPU 브랜드이다. 2016년 AMD의 파이어프로 S 브랜드를 대체하였다. 라데온 브랜드의 주류 소비자/게이머 제품에 비해 AMD 인스팅트 브랜드의 제품들은 딥 러닝, 인공신경망, 슈퍼컴퓨터/GPGPU 응용을 가속화하기 위해 고안되어 있다.
AMD 인스팅트 제품 계열의 경쟁 제품은 엔비디아의 테슬라 계열의 딥 러닝 및 GPGPU 카드이다.

## 제품
초기 3개의 AMD 인스팅트 제품이 2016년 12월에 발표되었으며, 각각 각기 다른 아키텍처에 기반을 둔다.

### MI6
MI6은 패시브 쿨링 방식의 16 GB의 GDDR5 메모리 및 150 W 미만의 TDP를 갖춘 폴라리스 10 기반 카드이다.MI6은 358 GFLOPS의 최고 배정밀(FP64) 연산 성능을 보여준다.

### MI8
MI8은 피지(Fiji) 기반의 카드로서, R9 나노와 닮아있으며, TDP는 175W 미만인 것으로 짐작된다. MI8은 4 GB의 고대역 메모리를 갖추고 있다. MI8은 512 GFLOPS의 최고 배정밀(FP64) 연산 성능을 보여준다.

### MI25
MI25는 HBM2 메모리를 활용하는 베가 기반의 카드이다. MI25의 성능은 FP32 수를 사용, 12.3 TFLOPS로 예측된다. MI6, MI8과 달리, MI25는 더 낮은 정밀도의 수를 사용할 때 성능이 향상될 수 있으므로 FP16 수를 사용 시 24.6 TFLOPS에 도달할 것으로 예측된다. MI25는 패시브 쿨링과 함께 할 경우 300W 미만의 TDP로 측정된다. MI25는 또한 16분의 1의 레이트에서 768 GFLOPS 최고 배정밀(FP64)의 속도를 제공한다.

## 소프트웨어

### MxGPU
MI6, MI8, MI25 제품들 모두 AMD의 MxGPU 가상화 기술을 지원하며, GPU 자원을 여러 사용자들과 함께 공유할 수 있게 한다.

### MIOpen
MIOpen은 딥 러닝의 GPU 가속화를 지원하는 AMD의 딥 러닝 라이브러리이다. 대체적으로 GPUOpen의 볼츠먼 이니셔티브 소프트웨어를 확장한다. 엔비디아의 CUDA 라이브러리의 딥 러닝 부분과 경쟁하기 위해 고안되었다. 다음의 딥 러닝 프레임워크를 지원한다: Theano, Caffe, 텐서플로, MXNet, The Microsoft Cognitive Toolkit, Torch, Chainer. 프로그래밍은 OpenCL과 파이썬을 지원하며, 이 외에 Portability and Heterogeneous Compute Compiler를 위해 AMD의 다기종 연산 인터페이스를 통한 CUDA의 컴파일을 지원한다.

## 칩셋 표
| Radeon Instinct MI6  | TBA | Polaris 10 | GCN 4th gen | 14 | 5.7  | 232 | PCIe 3.0 x16 | 발표 예정 | 발표 예정 | 발표 예정 | 2304:144:?:36 | 발표 예정 | 발표 예정 | 16 | 256  | GDDR5 | 224 | 5800  | 358 | 5800  | 150 | 발표 예정 |
| Radeon Instinct MI8  | TBA | Fiji XT    | GCN 3rd gen | 28 | 8.9  | 596 | PCIe 3.0 x16 | 발표 예정 | 발표 예정 | 발표 예정 | 4096:256:?:64 | 발표 예정 | 발표 예정 | 4  | 4096 | HBM   | 512 | 8200  | 512 | 8200  | 175 | 발표 예정 |
| Radeon Instinct MI25 | TBA | 베가 10    | GCN 5th gen | 14 | 12.5 | 486 | PCIe 3.0 x16 | 발표 예정 | 발표 예정 | 발표 예정 | 4096:256:?:64 | 발표 예정 | 발표 예정 | 16 | 2048 | HBM2  | 484 | 12300 | 768 | 24600 | 300 | 발표 예정 |

1. ↑  Single-precision shader processors : Texture Mapping Units : Render Output Units (Compute Units)
2. ↑  Pixel fillrate is calculated as the number of ROPs multiplied by the base (or boost) core clock speed.
3. ↑  Texture fillrate is calculated as the number of TMUs multiplied by the base (or boost) core clock speed.
4. ↑  Single precision performance is calculated from the base (or boost) core clock speed based on a FMA operation.

## 같이 보기
- AMD 파이어프로
- AMD 라데온 프로
- 엔비디아 쿼드로
- 엔비디아 테슬라
- 제온 파이